# Фёдоровка (Кантемировский район)
Федоровка — село в Кантемировском районе Воронежской области России. Входит в Титаревское сельское поселение.

## География
Находится в 5 км  от Титаревки и в 22 км к востоку от райцентра.

## История
Возникло в 1722 году. Землёй этой владел представитель казачьей войсковой администрации, писарь Фёдор Остафьевич Татарчуков. От его имени произошло название села. В 1778 году здесь было 16 дворов.
Советская власть в селе установлена весной 1918 года. В годы гражданской войны село было оккупировано белогвардейцами. В годы коллективизации создан колхоз.

## Население
| 1859 | 1897 | 2010 |
| ---- | ---- | ---- |
| 781  | ↗999 | ↘59  |

По состоянию на 1995 год, в селе 32 двора и 106 жителей. 

## Инфраструктура
Улицы
- ул. Кленовая,
- ул. Степная.